# Císsamos
Císsamos (em grego: Κίσσαμος; romaniz.: Kíssamos), Kastélli Kissámou ou simplesmente Castéli, Kísamos na Antiguidade, é uma vila, unidade municipal e município no oeste da ilha de Creta, Grécia, que faz parte da unidade regional de Chania.

## Descrição e localização
O município tem 334,2 km² de área e em 2011 tinha 10 790 (densidade: 32,3 hab./km²). No mesmo ano a unidade municipal tinha 7 579 habitantes e a comunidade de Císsamos tinha 4 275 Segundo algumas fontes, na vila propriamente dita vivem cerca de 2 000 pessoas. Encontra-se no fundo do golfo de Císsamos, uma língua do mar Egeu formada pelas penínsulas de Grambússa (a ocidente) e de Rodopou (a oriente); 15 km a oeste de Colimbári e 37 km a oeste de Chania (distâncias por estrada).
De certa forma, o atual município é o sucessor da antiga província de Císsamos, extinta pela reforma administrativa de 2011, que reuniu os antigos municípios de Císsamos, Innachori e Mítimna que passaram a ser as unidades municipais do novo município. O topónimo Císsamos só foi oficializado em 1969, pois até então a vila era conhecida por Castelli ("castelo"), devido ao forte veneziano que ali existia. O município inclui a península de Grambússa (em grego: Χερσόνησος Γραμβούσας; Chernisos Gramvousas), a noroeste, e os ilhéus adjacentes de Grambússa e Ponticonisi, bem como as aldeias de Sfinari, Koukounaras, Polirrínia, Platanos, Lousakia, Siricári, Kallergiania e Kalathena. O município é limitado pelo mar de Creta (parte sul do Egeu) a norte, e pelos municípios de Plataniás a leste e Cántanos-Sélino a sul.
A origem da vila remonta ao Período Arcaico (c.  800–500 a.C.), quando foi o porto da importante cidade de Polirrénia (atualmente a aldeia de Polirrínia), situada 7 km a sul. Kísamos foi ganhando importância acabando por substituir Polirrénia como a cidade mais importante do extremo ocidental de Creta durante o período romano. Atualmente continua a ser uma vila portuária, com um porto comercial e outro de pesca, que tem ligações regulares por ferryboat com o Peloponeso via Citera.

## Atrações turísticas da vila
Entre as suas principais atrações turísticas destacam-se a praia de areia cinzenta, os velhos quarteirões com casas venezianas e otomanas, a velha fortaleza veneziana  (Castel Chissamo), restos da muralha e alguns bastiões defensivos dos períodos veneziano e otomano, uma fonte veneziana, e diversos sítios arqueológicos e o museu arqueológico. Em várias partes da vila foram levadas a cabo escavações, que revelaram o antigo porto e onde foram descobertos belos mosaicos do período romano. Parte destes mosaicos foram transladados para o museu arqueológico, que foi inaugurado em 2006 e nesse mesmo ano os que ficaram in situ estavam cobertos de areia para ficarem protegidos enquanto aguardavam a sua transladação para o museu.
O museu arqueológico está instalado no antigo palácio do governador veneziano. Exibe peças encontradas na região, nomeadamente os mosaicos descobertos no porto e nas diversas villae urbanas de famílias abastadas romanas que viveram na cidade. Entre estes destacam-se, pelas suas grandes dimensões, beleza e estado de conservação, o Mosaico Dionisíaco e sobretudo o Mosaico das Horae e das Estações, considerado um melhores mosaicos descobertos em Creta, que conserva as suas cores em excelente estado apesar dos seus quase dois mil anos de idade. O museu alberga também outras peças romanas como esculturas, frescos e opus sectile (mármore com incrustações coloridas). O piso térreo é dedicado a peças mais antigas, que vão desde a pré-história até ao final do período helenístico, passando pelo período minoico, grande parte delas provenientes de Polirrénia.